# 鈴木田正雄
鈴木田 正雄（すずきだ まさお、1845年（弘化2年）- 1905年（明治38年）5月2日）は、明治時代に活躍した日本のジャーナリストである。

## 経歴・人物
江戸の生まれ。1871年（明治4年）に子安峻らが設立した読売新聞社に入社する。1874年（明治7年）に同新聞の初創刊と共に初代編集長を務め、俗談平話を取り入れた新聞を編集した事で一躍有名となり、発行部数の促進に貢献した。
1880年（明治13年）に退社し独立した後は、岡本綺堂に師事し『有喜世新聞』の編纂及び刊行に携わり、自身が編集を務めた『鈴木田新聞』を創刊した。後に『東北自由新聞』や『群馬新聞』等の編纂に携わったが、晩年は引退した。